# بطولة الصداقة الدولية للسيدات
بطولة الصداقة الدولية للسيدات SAFF Women's International Friendly Tournament- هي بطولة كرة قدم نسائية تقام في المملكة العربية السعودية. في النسخة الأولى (في عام 2023)، تنافست عليها جزر القمر وموريشيوس وباكستان والمملكة العربية السعودية المضيفة.    

## نتائج
| سنة           | الفائز       | الوصيف      | المركز الثالث | المركز الرابع |
| ------------- | ------------ | ----------- | ------------- | ------------- |
| 2023 (الخبر)  | · السعودية · | · باكستان · | · موريشيوس ·  | · جزر القمر · |
| 2023 (الطائف) | · لبنان ·    | · بوتان ·   | · ماليزيا ·   | · السعودية ·  |

### الدول المشاركة
| فريق      | 2023 (الخبر) | 2023 (الطائف) | المجموع |
| --------- | ------------ | ------------- | ------- |
| بوتان     |              | الثاني        | 1       |
| جزر القمر | الرابع       |               | 1       |
| لاوس      |              | السادس        | 1       |
| لبنان     |              | الأول         | 1       |
| ماليزيا   |              | الثالث        | 1       |
| موريشيوس  | الثالث       |               | 1       |
| باكستان   | الثاني       | الخامس        | 2       |
| السعودية  | الأول        | الرابع        | 2       |
| المجموع   | 4            | 6             | 10      |

## روابط خارجية
- الموقع الرسمي
- الموقع الرسمي باللغة العربية